# Primo moto
Il Primo moto è un affresco (120x105 cm) di Raffaello Sanzio, databile al 1508 e facente parte della decorazione della volta della Stanza della Segnatura nei Musei Vaticani.

## Storia
Il Primo moto è di solito indicata come la prima scena dipinta nella volta da Raffaello, quindi la prima scena in assoluto dipinta da lui nelle Stanze Vaticane. Si trova nell'angolo nord-ovest della volta.

## Descrizione e stile
Su uno sfondo a finto mosaico dorato è rappresentata una volta celeste sormontata da una figura femminile allegorica protesa sopra di essa e da due putti con libri sottobraccio su nuvolette ai lati, delle forme pressoché simmetriche. 
La scena è stata variamente interpretata come un'allegoria dell'inizio dell'Universo o come l'oggetto di studio della filosofia o ancora come personificazione della scienza astronomica che contempla il globo celeste. Urania, musa dell'Astronomia, regge con la mano il globo celeste, su cui è rappresentata la Terra e la configurazione del cielo al 31 ottobre 1503, giorno dell'elezione al soglio di san Pietro di Giulio II, tre ore dopo il tramonto sotto il segno dello Scorpione.
Nel complesso di rispondenze tra il soffitto e le lunette laterali il Primo moto si inserisce nell'asse della parete est, con la Filosofia e la Scuola di Atene.
| Parete | Immagine | Tondo     | Immagine | Riquadro   | Immagine | Lunetta         | Elemento | Putto |
| ------ | -------- | --------- | -------- | ---------- | -------- | --------------- | -------- | ----- |
| Est    |          | Filosofia |          | Primo moto |          | Scuola di Atene | Acqua    | Acqua |